# الفرقة المتعددة الجنسيات (الجنوب الشرقي) (العراق)
كانت الفرقة متعددة الجنسيات (الجنوب الشرقي) (MND (SE)) فرقة عسكرية بقيادة بريطانية مسؤولة عن الأمن في جنوب شرق العراق من عام 2003 إلى عام 2009. وكانت مسؤولة عن مدينة البصرة الكبيرة (أو البصره)، وكان مقرها يقع في مطار البصرة. كانت الفرقة مسؤولة في البداية عن محافظات (تقريبًا أقاليم) المثنى وميسان والبصرة وذي قار. كانت فرقة MND-SE فرقة تابعة لفيلق متعدد الجنسيات في العراق. وكان فيلق متعدد الجنسيات في العراق نفسه جزءًا من القوة متعددة الجنسيات في العراق.

## تاريخ
في أعقاب غزو العراق عام 2003، والذي أُطلق عليه البريطانيون اسم "عملية تليك"، تولّت الفرقة المدرعة الأولى البريطانية والفرقة الآلية الثالثة مسؤولية قيادة قوات الاحتلال في جنوب شرق العراق على التوالي. وبعد انتهاء مهمة الفرقة الآلية الثالثة، استُبدلت بمقرّ قيادة مُركّب يُعرف باسم MND (SE).

### الضباط العامون القادة
- ديسمبر 2003 – يوليو 2004: اللواء أندرو ستيوارت، الجيش البريطاني
- يوليو – نوفمبر 2004: اللواء بيل رولو، الجيش البريطاني
- ديسمبر 2004 – يونيو 2005: اللواء جوناثان رايلي، الجيش البريطاني
- يونيو - ديسمبر 2005: اللواء جيمس داتون، مشاة البحرية الملكية
- ديسمبر 2005 – يوليو 2006: اللواء جون كوبر، الجيش البريطاني
- يوليو 2006 – يناير 2007: اللواء ريتشارد شيريف، الجيش البريطاني
- يناير – أغسطس 2007: اللواء جوناثان شو، الجيش البريطاني
- أغسطس 2007 – فبراير 2008: اللواء جراهام بينز، الجيش البريطاني
- فبراير – أغسطس 2008: اللواء بارني وايت سبونر، الجيش البريطاني
- أغسطس 2008 – مارس 2009: اللواء آندي سالمون، مشاة البحرية الملكية[5]

سلم اللواء آندي سالمون (COMUKAMPHIBFOR) قيادة المنطقة إلى الفرقة الجبلية العاشرة الأمريكية في 31 مارس 2009 وأغلق مقر الفرقة في ذلك اليوم. بعد نقل السلطة في 20 مايو 2009، تولت فرقة المشاة الرابعة والثلاثون، وهي فرقة من الحرس الوطني للجيش من مينيسوتا بقيادة اللواء ريتشارد سي ناش، السيطرة على القطاع الذي أعيد تسميته في النهاية ليصبح الفرقة الأمريكية الجنوبية في أغسطس 2009.

## ترتيب المعركة
في الأشهر التي تلت انتهاء الغزو، توسّعت الفرقة لتشمل قوات من المملكة المتحدة، وهولندا، والنرويجية، والإيطالية، واليابانية، والأسترالية، والنيوزيلندية، والرومانية، والدنماركية، والبرتغالية، والتشيكية، والليتوانية. واعتبارًا من فبراير 2007، بقيت القوات الأسترالية، والرومانية، والدنماركية، والتشيكية، والليتوانية (انظر القوة المتعددة الجنسيات في العراق لمزيد من المعلومات). كان لدى المملكة المتحدة نفسها حوالي 5500 جندي يخدمون في العراق، مُقسّمين إلى المجموعات القتالية التالية، اعتبارًا من 1 يونيو 2007:

### المكون الأرضي
- المقر الرئيسي للواء الآلي الأول
- شركة ميسينز وكامبراي من فوج لندن (قوة الحماية)
- سرب الإشارات رقم 215، الإشارات الملكية
- سربان من فوج سلاح الفرسان المنزلي
- سرية كاسينو، الكتيبة الرابعة، فوج المظلات. ROBG (1 SCOTS+1RIR)، B Coy، فوج تاين تيز، غرين هواردز
- فرسان الملك الملكيين
- سربان من فوج الدبابات الملكي الثاني
- الكتيبة الأولى، الحرس الأيرلندي
- سرية واحدة من الكتيبة الأولى، الفوج الملكي الويلزي
- الكتيبة الثانية، الفوج الملكي الويلزي
- الفوج الأول، مدفعية الخيالة الملكية
- الفوج الثاني والعشرون للمهندسين
- سرب واحد من فوج الرواد الثالث والعشرين، فيلق اللوجستيات الملكي
- فوج الدعم اللوجستي الثالث، فيلق اللوجستي الملكي
- شركة واحدة من الكتيبة السادسة، المهندسين الكهربائيين والميكانيكيين الملكيين
- فوج الدعم الطبي الثالث، فيلق الطب بالجيش الملكي
- سرية العميد رقم 158، الفوج الثالث، الشرطة العسكرية الملكية
- البطارية 22، الفوج 32، المدفعية الملكية
- المستشفى الميداني الرابع والثلاثون، فيلق الجيش الملكي الطبي

### المكون الجوي
- سرب القوات الجوية البحرية رقم 845 (سي كينج إم كيه 4)
- مفرزة من السرب 652، سلاح الجو بالجيش (لينكس)
- رقم 1419 رحلة سلاح الجو الملكي البريطاني (ميرلين)
- السربان رقم 1 و2 من فوج سلاح الجو الملكي البريطاني
- جناح حماية القوة الرابعة
- السرب رقم 120 لسلاح الجو الملكي البريطاني/السرب رقم 201 لسلاح الجو الملكي البريطاني (نيمرود MR2)
- السرب رقم 51 لسلاح الجو الملكي البريطاني (نيمرود R1)
- السرب الجوي البحري 814 (ميرلين)
- السرب رقم 216 لسلاح الجو الملكي البريطاني (تريستار)
- السرب رقم 32 (الملكي) التابع لسلاح الجو الملكي البريطاني (BAe 125/BAe 146)
- السرب رقم 617 لسلاح الجو الملكي البريطاني (تورنادو GR4)
- السرب رقم 23 لسلاح الجو الملكي البريطاني/السرب رقم 30 لسلاح الجو الملكي البريطاني (سي-130J هيركوليز)
- السرب رقم 101 لسلاح الجو الملكي البريطاني (في سي 10)

### المكون البحري
- إتش إم إس كورنوال
- HMS Enterprise
- RFA بايليف
- سفينتان لمكافحة الألغام
- المساهمة في "فريق الانتقال البحري" المشترك بين الولايات المتحدة والمملكة المتحدة والمكون من 60 فردًا